# Myss Keta
Myss Keta, (reso graficamente come M¥SS KETA) (Milano, ...), è una rapper italiana.

## Biografia
Il personaggio di Myss Keta nasce ad agosto 2013 da un'idea del collettivo "Motel Forlanini", interessato a cogliere lo spirito del tempo della cultura metropolitana di Milano.
Figure chiave del progetto sono il produttore Stefano Riva, il regista Simone Rovellini e il grafico Dario Pigato. La vera identità della rapper è tutt'oggi ignota.
Il primo singolo, Milano, sushi & coca (citazione dell'album Sushi & Coca dei Marta sui Tubi), esce nell'ottobre dello stesso anno, insieme a un videoclip su YouTube. Ottiene un grande riscontro mediatico, insieme a una serie di critiche rivolte ai contenuti provocatori proposti.
Nell'anno seguente M¥SS KETA pubblica il brano Illusione distratta, per poi ripartire con maggiore convinzione nella primavera del 2015. Nel video di Burqa di Gucci indossa per la prima volta un velo che le copre il viso dal naso in giù, insieme a un paio di occhiali da sole. La scelta di non rivelare mai il suo vero nome e di presentarsi a volto coperto diverranno i tratti distintivi del personaggio, venendo riproposti in forme diverse in tutte le sue successive apparizioni pubbliche. Con il video de Le ragazze di Porta Venezia, vengono presentate le collaboratrici Miuccia Panda, Donatella, la Prada, la Cha-Cha e la Iban, che accompagnano la cantante durante i concerti.
A inizio 2016 pubblica il mixtape, L'angelo dall'occhiale da sera, costruito prevalentemente su campionamenti di musica degli anni '60 e '70, e a fine anno la raccolta L'angelo dall'occhiale da sera: Col cuore in gola. Il 23 giugno 2017 esce l'EP Carpaccio ghiacciato, edito da La Tempesta Dischi, accompagnato dal singolo Xananas, primo brano di Keta prodotto da Populous.
Il 20 aprile 2018 viene pubblicato dalla Universal Records il suo primo album, Una vita in Capslock. Il disco simula una discesa agli inferi tra problematiche sociali e demoni interiori, per poi giungere alla catarsi delle ultime due tracce. Il 4 dicembre esce l'autobiografia Una donna che conta, che racconta la vita fittizia del personaggio M¥SS KETA. Il 29 marzo 2019 viene pubblicato il secondo album, Paprika, di genere più vicino alla trap, che vede una serie di collaborazioni con artisti del panorama pop italiano, tra cui Gué Pequeno, Wayne Santana della Dark Polo Gang, Elodie, Gabry Ponte e Mahmood.
M¥SS KETA ha preso parte ai due album tributo LB/R La Bellezza Riunita, dedicato ai "dischi bianchi" di Lucio Battisti, e SuOno, dedicato a Yōko Ono. Ha anche cantato insieme ad Arisa nel singolo DJ di m**** de Lo Stato Sociale, ai Subsonica in una nuova versione di Depre e a Paola Iezzi nel singolo LTM.

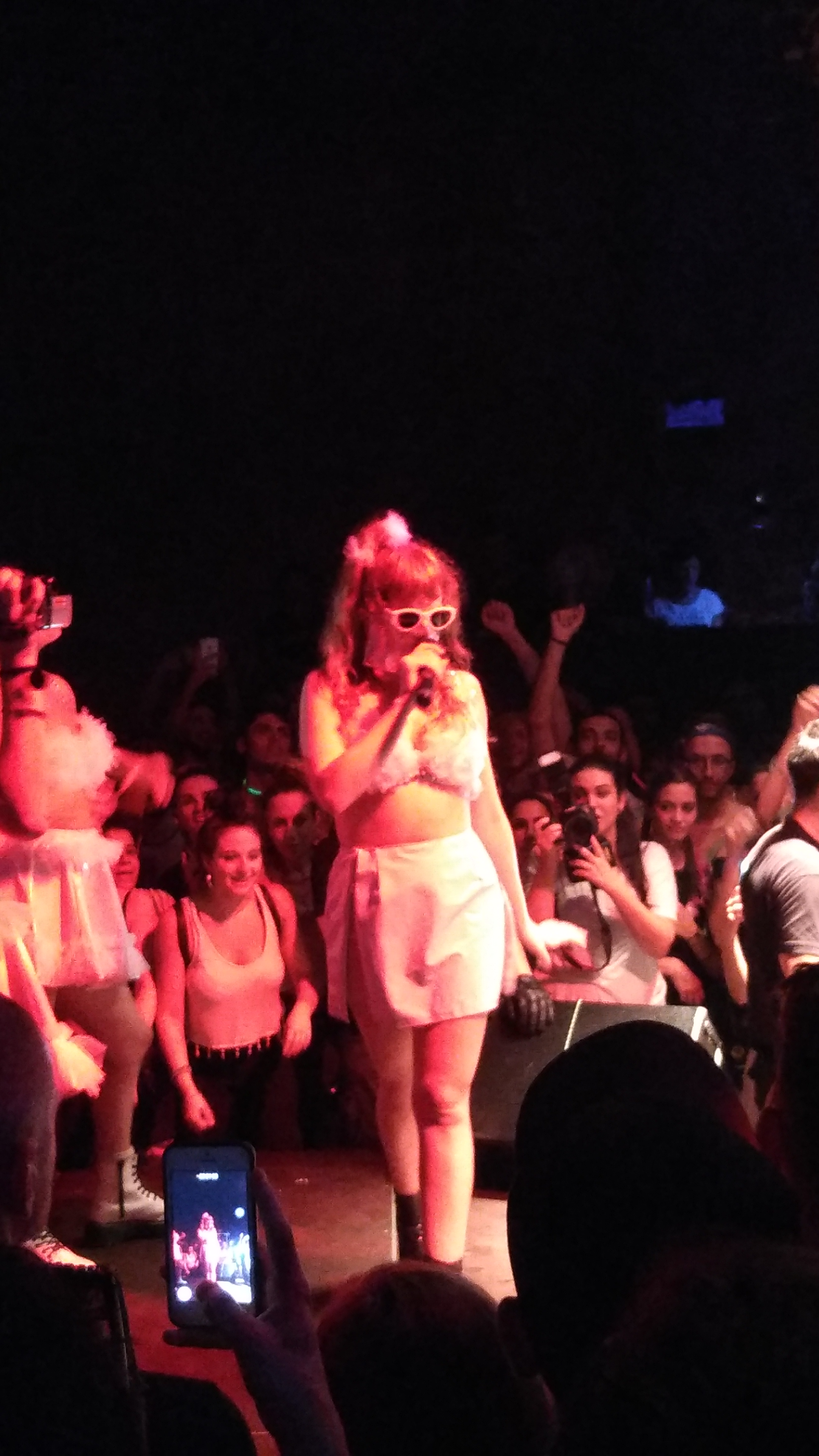
Myss Keta durante un concerto al Cassero LGBT Center di Bologna nel 2019

Durante il Festival di Sanremo 2020 conduce insieme a Nicola Savino L'altro Festival, nuova edizione del Dopo Festival trasmessa esclusivamente su RaiPlay. Nella terza serata del festival dell'Ariston, dedicata alle cover, accompagna Elettra Lamborghini sulle note di Non succederà più di Claudia Mori e Adriano Celentano.
Il 29 ottobre 2020, l'artista ha annunciato un nuovo EP, previsto per la pubblicazione il 13 novembre 2020, dal titolo Il cielo non è un limite. Vengono pubblicati due singoli: Giovanna Hardcore e Due, resi disponibili rispettivamente il 28 agosto 2020 e il 6 novembre 2020. Nel 2021 viene pubblicata la seconda parte dell'EP, Il cielo non è un limite - Lato B.
Il 7 maggio 2021 esce l'album Djungle di TY1, accompagnato dall'inaspettata quantità di collaborazioni contenute in esso, dove M¥SS KETA partecipa alla traccia Hit or MYSS. Il disco ha raggiunto poi la sesta posizione della classifica FIMI.
Il 18 giugno 2021 sulla piattaforma Prime Video è uscita la seconda stagione del programma televisivo Celebrity Hunted: Caccia all'uomo, di cui M¥SS KETA è stata concorrente e vincitrice insieme a Elodie.
Il 6 maggio 2022 pubblica il singolo Finimondo, come primo estratto dal suo terzo album in studio Club Topperia, pubblicato il 27 maggio dello stesso anno. Il singolo contiene un campionamento del brano Il capello di Edoardo Vianello del 1961. A maggio 2023 pubblica il singolo Profumo, il cui ritornello riprende la canzone Love Boat di Little Tony del 1981.

## Stile musicale
Lo stile musicale di M¥SS KETA è sospeso tra vari generi, ma si avvicina al pop e al rap con una forte componente di musica elettronica e un'attitudine punk, spesso tendente al riot grrrl. Tra le sue influenze ha citato il genere della fidget house e artiste come Madonna, Peaches, Miss Kittin (a cui si è ispirata per il nome), Lady Gaga, Jo Squillo e Raffaella Carrà. I suoi testi parlano con tono ironico e dissacrante del mondo vip e glamour di Milano, di sesso, droga e bevute.
(Myss Keta)

## Discografia
- 2018 – Una vita in Capslock
- 2019 – Paprika
- 2022 – Club Topperia
- 2025 –  . (Punto)

## Tournée
- 2017 – MYSS KETA in Carpaccio Ghiacciato tour
- 2018 – UVIC Tuor
- 2019 – Paprika European Tour
- 2019 – Paprika XXX Tour
- 2021 – L 02 E TOUR
- 2021 – DER HÖLLE RACHE TOUR
- 2022 – Club Topperia tour
- 2023 – Profumo tour
- 2023 – European Tour 2023
- 2024 – Summer Tour
- 2025 – Tour .

## Filmografia

### Televisione
- Benvenuti a casa mia - The sitcom – sitcom, episodio 1x1 (Deejay TV, 2021)

Videoclip
- Tonica di Beba (2019)
- Crown On My Head di Lilly Meraviglia (2020)

## Programmi televisivi
- Propaganda Live (LA7, 2019) Ospite ricorrente
- Celebrity Hunted: Caccia all'uomo (Amazon Prime Video, 2021) Concorrente, vincitrice
- Diversity Media Awards (Rai 1, 2022)  Co-conduttrice
- Drag Race Italia (MTV/Paramount+, 2023) Giudice ospite

### Web
- L'altro Festival (Rai Play, 2020) Co-conduttrice
- Dream Hit - The Social Talent (YouTube, 2020) Giudice

## Libri
- Una donna che conta, Rizzoli, 2018.